# Municipio de Lyon (condado de Hamilton)
El municipio de Lyon (en inglés: Lyon Township) es un municipio ubicado en el condado de Hamilton en el estado estadounidense de Iowa. En el año 2010 tenía una población de 1553 habitantes y una densidad poblacional de 16,55 personas por km².

## Geografía
El municipio de Lyon se encuentra ubicado en las coordenadas 42°20′49″N 93°39′10″O / 42.34694, -93.65278. Según la Oficina del Censo de los Estados Unidos, el municipio tiene una superficie total de 93.85 km², de la cual 93,53 km² corresponden a tierra firme y (0,34 %) 0,32 km² es agua.

## Demografía
Según el censo de 2010, había 1553 personas residiendo en el municipio de Lyon. La densidad de población era de 16,55 hab./km². De los 1553 habitantes, el municipio de Lyon estaba compuesto por el 95,17 % blancos, el 0,06 % eran afroamericanos, el 1,55 % eran asiáticos, el 1,74 % eran de otras razas y el 1,48 % eran de una mezcla de razas. Del total de la población el 3,99 % eran hispanos o latinos de cualquier raza.